# Греко-турецкая дипломатия землетрясений
Греко-турецкая дипломатия землетрясений — улучшение отношений и рост взаимных симпатий населения между Грецией и Турцией, которые произошли в результате двух землетрясений, поразивших обе страны в 1999 году. Несмотря на длительный период напряжённых отношений, предшествовавший этим событиям, улучшению отношений способствовали правительства обоих государств, что удивило многих иностранных наблюдателей.
Первое из двух землетрясений, Измитское землетрясение 17 августа 1999 силой 7,4 по шкале Рихтера, сильно повредило город Измит и частично Стамбул, 17 тыс. человек погибли, а еще 300 тыс. остались без крова. Греческое министерство иностранных дел связалось с турецкой стороной уже через несколько часов после землетрясения с предложением помощи, и в тот же день направило первую группу спасателей. Почти сразу к помощи подключились многочисленные общественные и другие негосударственные организации. Так, много помощи было отправлено союзами греческих городов. Греческая помощь была тепло воспринята турецкой прессой, которая писала о «временах дружбы», «дружеских руках в чёрные дни», хорошей организации помощи и её больших объёмах. Также улучшилось и отношение населений обеих стран друг к другу, чем позже воспользовались и правительства.
Менее чем через месяц после землетрясения в Измите, 7 сентября, новое землетрясение силой 5,9 произошло уже в пригородах Афин. В результате него погибло 143 человека, 12 тысяч были ранены, а большое количество осталось без крова. Несмотря на относительно небольшое число жертв, экономический ущерб был очень большим. Турция ответила на это землетрясение также значительной помощью. Турецкая помощь в виде спасателей также прибыла первой, уже через 13 часов после землетрясения, а еще одна группа — ещё через несколько часов. Многие турки предлагали существенную помощь, в том числе соглашались стать донорами крови.